# Pariser Labkraut
Das Pariser Labkraut (Galium parisiense) ist eine Pflanzenart aus der Gattung Labkräuter (Galium) innerhalb der Familie der Rötegewächse (Rubiaceae).

## Beschreibung
Das Pariser Labkraut wächst als krautige Pflanze und erreicht Wuchshöhen von 10 bis 20 Zentimetern. Der Stängel ist vierkantig mit rückwärts gerichteten Stacheln. Die Laubblätter sind 1 bis 2 Millimeter breit und am Rande durch vorwärts gerichtete Stacheln rau.
Die Blütezeit reicht von Juni bis September. Die Blüten stehen einzeln oder bis zu siebt sowohl blattachselständig als auch gehäuft in einem endständigen rispigen Blütenstand. Die grünlichgelben, außen roten Blüten sind bei einem Durchmesser von nur 0,5 Millimetern sehr klein und schmaler als die Frucht. 
Die Fruchtstiele stehen aufrecht. Die Früchte sind 0,8 bis 1 Millimeter lang, körnig-rau und steifhaarig oder kahl.
Die Chromosomenzahl beträgt 2n = 22, 44 oder 66.

## Vorkommen
Das Verbreitungsgebiet des Pariser Labkrautes umfasst Makaronesien, Europa und den Mittelmeerraum bis zum Iran. In Mitteleuropa kommt das Pariser Labkraut vereinzelt in der Pfalz, an der oberen Mosel und in der Wetterau vor; in Niederösterreich und am Alpenfuß ist es selten.
Das Pariser Labkraut gedeiht am besten auf stickstoffreichen, kalkarmen, sandig-kiesigen Lehmböden. Es besiedelt Äcker und Brachen, Wegränder und ortsnahes Ödland. Es kommt hauptsächlich im Filagini-Vulpietum aus dem Verband Thero-Airion vor oder in Secalietea-Gesellschaften.